# Discestra castrae
Discestra castrae är en fjärilsart som beskrevs av Barnes och Mcdunnough 1912. Discestra castrae ingår i släktet Discestra och familjen nattflyn. Inga underarter finns listade i Catalogue of Life.